# Dværgblodblomme
Dværg-Blodblomme (Prunus x cistena) er en lille busk med en halvkugleformet vækst. Frugterne er mørkerøde stenfrugter (som "mirabeller"). De er spiselige, om end ret sure.

## Beskrivelse
Barken er først mørkerød og glat. Senere bliver den afskallende i lysegråt, og til sidst er den grå med netagtige furer. Knopperne sidder spredt, og de er bittesmå, rødbrune og lidt flossede i spidsen. Bladene er omvendt ægformede og mørkt brunrøde på begge sider. Randen er svagt takket. 
Blomstringen sker i maj, kort før løvspring, og den består af enkle, blegt rosenrøde blomster på korte dværgskud. Frugterne er mørkerøde stenfrugter (som "mirabeller"). Frøene modner ikke ordentligt i Danmark.
Planten forhandles næsten udelukkende podet på grundstammen Mirabel (Prunus cerasifera). Rodsystemet er altså lig denne plantes rodsystem, hvilket betyder kraftige og vidt udbredte hovedrødder med ret svage siderødder. Grundstammens tilbøjelighed til at danne rodskud kan komme til at volde en hel del besvær! 
Højde x bredde og årlig tilvækst: 2 x 2 m (15 x 15 cm/år).

## Hjemsted
I og med at Dværg-Blodblomme er en krydsning, har den intet hjemsted. Begge forældrearterne stammer fra lyse, løvfældende skove med humusrig og let fugtig jordbund. Forældrearten P. cerasifera stammer fra Balkanhalvøen, Tyrkiet, Kaukasus og Iran, mens P. pumila hører hjemme syd for de store søer i Nordamerika.
| Portal | Portal:Botanik |